# اسلام و مدرنیته
اسلام و مدرنیته یک موضوع مباحثه معاصر در جامعه‌شناسی دین می‌باشد. تاریخ اسلام تفاسیر و رویکردهای مختلفی را بازگو می‌کند. مدرنیته پدیده ای نه یکپارچه و منسجم بلکه پیچیده و چندبعدی است. به لحاظ تاریخی مکاتب فکری مختلفی را دربرداشته که در جهت‌های بسیاری حرکت می‌کرده‌اند.

## اثر انقلاب صنعتی بر اسلام
در قرن ۱۸ میلادی، اروپا دگرگونی‌های کلانی را به خود می‌دید، مانند ایده‌های نوی عصر روشنگری، که بر روی اهمیت علم، عقلانیت، و عقل انسان تأکید می‌کرد، و فناوری‌های جدید انقلاب صنعتی با سرعت سرتاسر اروپا را درنوردید، و به اروپایی‌ها قدرت و نفوذ زیادی بخشید. در آخرین ربع قرن ۱۸ میلادی، شکاف میان مهارت‌های فنی برخی از کشورهای غربی و شمال اروپایی با بقیه کشورهای دنیا پهناور شد.
سر برافراشتن اروپای مدرن مصاف بود با آنچه که بسیاری از محققان افول امپراتوری عثمانی می‌خوانند، که در قرن ۱۸ میلادی با فروپاشی‌های اقتصادی، نظامی، و سیاسی رو به رو شده بود. در حالی که پیش از قرن ۱۸ میلادی عثمانی‌ها خود را از لحاظ قدرت نسبت به اروپاییان یا برتر، یا در میانه قرن ۱۸ ام برابر می‌دانستند، با پایان قرن ۱۸ میلادی رابطه قدرت میان امپراتوری عثمانی و اروپا شروع به تغییر در جهت پسند اروپاییان کرد.

## نوگرایی، دین و ایدئولوژی

### نوگرایی اسلامی
نوگرایی یا مدرنیسم بر تفاسیر و برداشت‌های اسلام تأثیر گذاشته‌است. یک حرکت، نوگرایی اسلامی بود، که هم تلاشی برای ارائه پاسخی اسلامی بود به چالش‌هایی که توسط گسترش استعماری اروپایی‌ها عرضه شده بود، و هم تلاشی برای نیروی تازه دادن و اصلاح اسلام از درون، به عنوان راهی برای مقابله با ضعف پی برده شده و انحطاط جوامع مسلمان در قرن ۱۹ و اوائل قرن ۲۰ میلادی بود.

## مردم
- نامق کمال
- میرزا ملکم‌خان
- قاسم امین
- محمود طرزی
- سید احمد خان
- سید جمال الدین افغانی
- احمد دحلان
- اقبال
- محمد عبده
- رشید رضا

## کتاب
- Islam and Modernism (اسلام و مدرنیته)، تقی عثمانی.
- What Went Wrong?: Western Impact and Middle Eastern Response (چه خطایی رخ داد؟ تأثیر غرب و واکنش خاورمیانه)، برنارد لوییس.
- The Lexus and the Olive Tree (لکسوس و درخت زیتون)، توماس فریدمن.
- Islams and Modernities (اسلام و مدرنیته)، عزیز العظمه.

### ترجمه به فارسی
- اسلام و مدرنیته؛ فضل‌الرحمان ملک، ترجمه: زهرا ایران‌بان، نشر کرگدن، تهران، ۱۳۹۷.[۱]
- اسلام و مدرنیته؛ عبدالمجید شرفی، ترجمه: مهدی مهریزی، انتشارات وزارت فرهنگ و ارشاد ایران، تهران، ۱۳۸۳.[۲]
- اسلام و مدرنیته؛ عبدالله العروی (Abdallah Laroui)، مترجم: امیر رضایی، نشر قصیده، ۱۴۰۰.[۳]
- اسلام و مدرنیته: پاسخ تنی چند از روشنفکران مسلمان؛ رونالد نتلر، جان کوپر، محمد محمود؛ مترجم: سودابه کریمی، انتشارات وزارت خارجه ایران، ۱۳۸۰.[۴]